# Гріннелл (півострів)
76°40′00″ пн. ш. 95°00′00″ зх. д. / 76.6667° пн. ш. 95° зх. д.
Півострів Гріннелл — півострів на північному заході острова Девон у Нунавуті, Канада.
Був відкритий першою експедицією Гріннелла в 1850 році та названий «Землею Гріннелла» на честь Генрі Гріннелла, який співфінансував експедицію.  У той час керівники експедиції не знали, чи була нова земля частиною острова Девон, острова Корнволліс або раніше невідомого острова чи північного континенту:197. Назва не була загальновизнаною, оскільки на картах Британського адміралтейства 1851 року вона була вказана як «Земля Альберта» (на честь принца Альберта ) на основі спостережень Королівського флоту:203–207.

## Зовнішні посилання
- Атлас льодовиків Канади